# Керселян, Акоп Самвелович
Акоп Самвелович Керселян (1918, Сухуми — 22 декабря 2004, Сухум) — советский тренер по лёгкой атлетике. Заслуженный тренер СССР (1968).

## Биография
Родился в 1918 году в Сухуми.
В 1930-х годах тренировался под руководством Нестора Алексеевича Герии. Выполнил норматив мастера спорта СССР.
Участник Великой Отечественной войны. Окончил Государственный дважды орденоносный институт физической культуры имени П. Ф. Лесгафта. С 1947 по 1949 год в Ереване был заведующим кафедрой лыжного спорта и альпинизма Государственного института физической культуры и спорта Армении. В 1949 году вернулся в Сухум, где более 30 лет он работал в Сухумской детской спортивной школе в системе спортивного общества «Динамо».
Наиболее высоких результатов среди его воспитанников добился Виктор Санеев — трёхкратный олимпийский чемпион (1968, 1972, 1976), серебряный призёр Олимпийских игр 1980 года, двукратный чемпион Европы (1969, 1974).
Умер 22 декабря 2004 года в Сухуми.
Ежегодно проводится легкоатлетический турнир его памяти.

## Награды и звания
- Орден Красной Звезды (1943).
- Почётное звание «Заслуженный тренер СССР» (1968).
- Орден Отечественной войны I степени (1985).
- Орден «Знак Почёта».